# Montipora setosa
Montipora setosa là một loài san hô trong họ Acroporidae. Loài này được Nemenzo mô tả khoa học năm 1976.